# 新潟県道558号泉沢新田山口線
新潟県道558号泉沢新田山口線（にいがたけんどう558ごう いずみさわしんでんやまぐちせん）は、新潟県魚沼市内を通る一般県道である。

## 概要

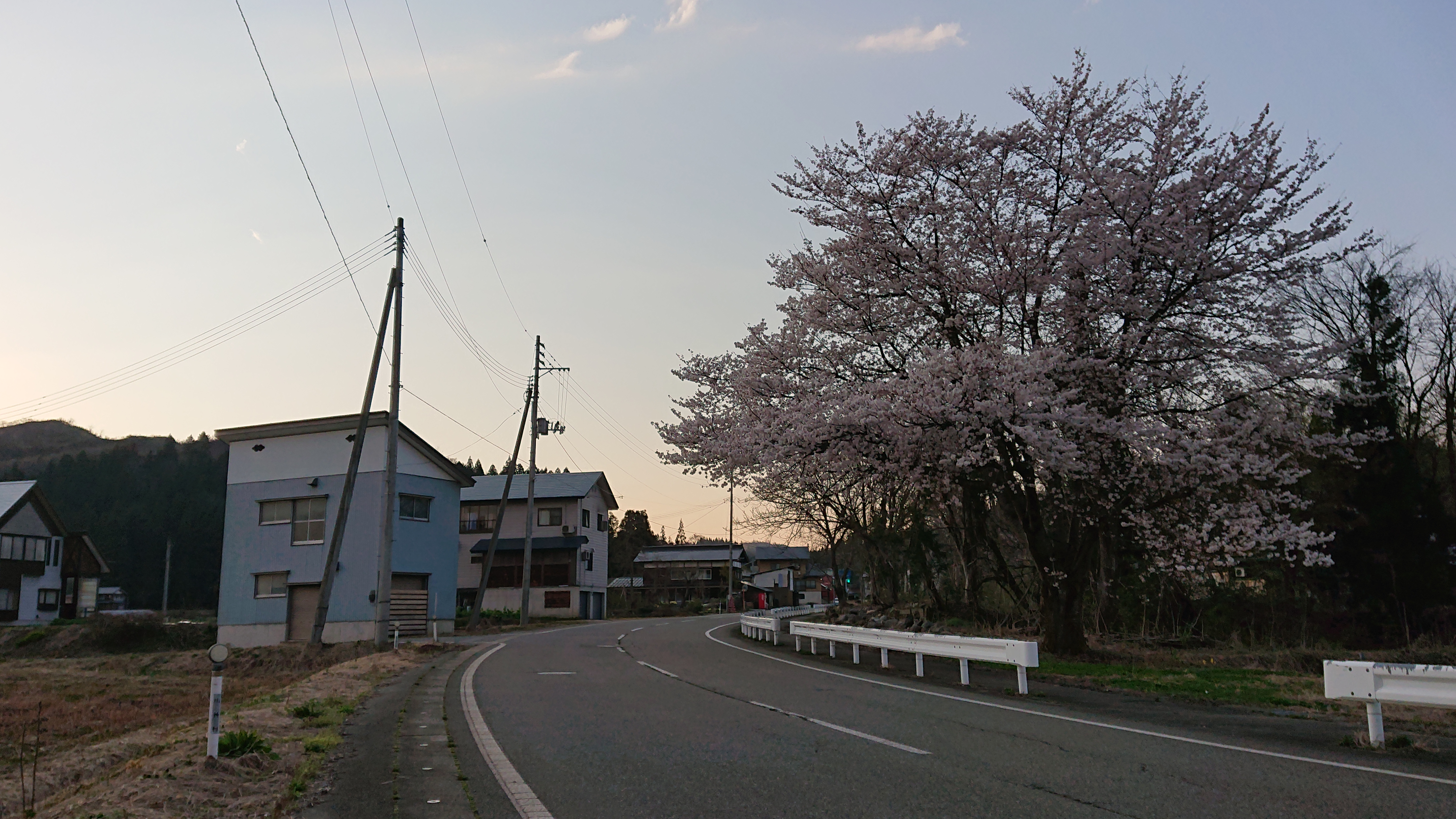
新潟県道558号始点方面を望む

概ね全線に渡りセンターラインのある片側1車線で整備済。事実上越後ゴルフ倶楽部へのアクセス路として整備されている。

### 路線データ
- 起点：新潟県魚沼市大字泉沢新田字中平（広域農道ふれあい・さんさくの路交点）
- 終点：新潟県魚沼市大字山口字前田（新潟県道230号滝之又堀之内線交点）

## 地理

### 通過する自治体
- 新潟県魚沼市

### 接続する道路
- 新潟県道230号滝之又堀之内線
- 広域農道ふれあい・さんさくの路